# Sarcandra
Sarcandra is een geslacht van planten uit de familie Chloranthaceae.

## Soorten
- Sarcandra glabra (Thunb.) Nakai
  - = Sarcandra chloranthoides Gardner
- Sarcandra grandifolia (Miq.) Subr. & A.N.Henry
- Sarcandra irvingbaileyi Swamy